# Gerhard Haidacher
Gerhard Haidacher (Innsbruck, 29 de abril de 1963) es un deportista austríaco que compitió en bobsleigh en la modalidad cuádruple. 
Participó en dos Juegos Olímpicos de Invierno, obteniendo una medalla de oro en Albertville 1992, en la prueba cuádruple (junto con Ingo Appelt, Harald Winkler y Thomas Schroll), y el cuarto lugar en Lillehammer 1994, en la misma prueba.
Ganó una medalla de plata en el Campeonato Mundial de Bobsleigh de 1993 y dos medallas en el Campeonato Europeo de Bobsleigh, plata en 1992 y bronce en 1993.

## Palmarés internacional
| Juegos Olímpicos   | Juegos Olímpicos      | Juegos Olímpicos  | Juegos Olímpicos |
| Año                | Lugar                 | Medalla           | Prueba           |
| ------------------ | --------------------- | ----------------- | ---------------- |
| 1992               | Albertville (Francia) | Medalla de oro    | Cuádruple        |
| Campeonato Mundial |                       |                   |                  |
| Año                | Lugar                 | Medalla           | Prueba           |
| 1993               | Igls (Austria)        | Medalla de plata  | Cuádruple        |
| Campeonato Europeo |                       |                   |                  |
| Año                | Lugar                 | Medalla           | Prueba           |
| 1992               | Königssee (Alemania)  | Medalla de plata  | Cuádruple        |
| 1993               | Sankt Moritz (Suiza)  | Medalla de bronce | Cuádruple        |